# Phaeostigma (Caucasoraphidia) resslianum
Phaeostigma (Caucasoraphidia) resslianum is een kameelhalsvliegensoort uit de familie van de Raphidiidae. De soort komt voor in Azerbeidzjan en Iran.
Phaeostigma (Caucasoraphidia) resslianum werd voor het eerst wetenschappelijk beschreven door H. Aspöck & U. Aspöck in 1970.